# Најслађи укуси Београда
Најслађи укуси Београда  је гастрономска и туристичка манифестација која се одржава од 2019. године у Београду.

## О манифестацији
Први пут је покренута манифестација 2019. године. На фестивалу учествују брендови из Београда, али и из унутрашњости. Ту могу да се пробају познати и сасвим непознати укуси који су привлачни и чине делић понуде на фестивалу који се одржава у многим светским метрополама. Београд се други пут 2020. године уписује на мапу слатког света. Дегустације су обавезне на оваквим догађајима. Сви посетиоци могу да уживају у њима,  а припремили су их сами излагачи, али и спонзори и партнери пројекта. Фестивал има хуманитарни карактер јер ће слаткиши и посластице да се дистрибуирају свратиштима и сигурним кућама на територији града Београда. Један од циљева је да се представи и подржи домаћа производња. Године 2020. је учествовало 22 излагача из целе Србије. 
Године 2019. је одржан испред тржног центра у Рајићевој улици. Београд се придружио Токију, Будимпешти и Прагу у обележавању слатких посластица.

### Оснивачи
Оснивачи су Град Београд и Туристичка организација Београда.

### Учесници
Учесници су мале занатске радње са ручно прављеним посластицама, али и најбољи брендови Београда и Србије. Њихов задатак је да сачекају и изненаде намерне и случајне пролазнике на Тргу.

## Галерија
- Рециклажни бицикл на манифестацији Најслађи укуси Београда, 2020.
- Манифестација Најслађи укуси Београда, 2020.
- Фердинанд кнедле, Манифестација Најслађи укуси Београда, 2020.
- Црна овца сладолед, Манифестација Најслађи укуси Београда, 2020.
- Манифестација Најслађи укуси Београда, 2020.
- Чоколаде различитих укуса, Манифестација Најслађи укуси Београда, 2020.